# Odontites pyrenaea
Odontites pyrenaea är en snyltrotsväxtart. Odontites pyrenaea ingår i släktet rödtoppor, och familjen snyltrotsväxter.

## Underarter
Arten delas in i följande underarter:
- O. p. abilianus
- O. p. pyrenaea